# Acalyptomerus herbertfranzi
Acalyptomerus herbertfranzi is een keversoort uit de familie oprolkogeltjes (Clambidae). De wetenschappelijke naam van de soort werd in 1998 gepubliceerd door Sebastian Endrödy-Younga.